# Lifou

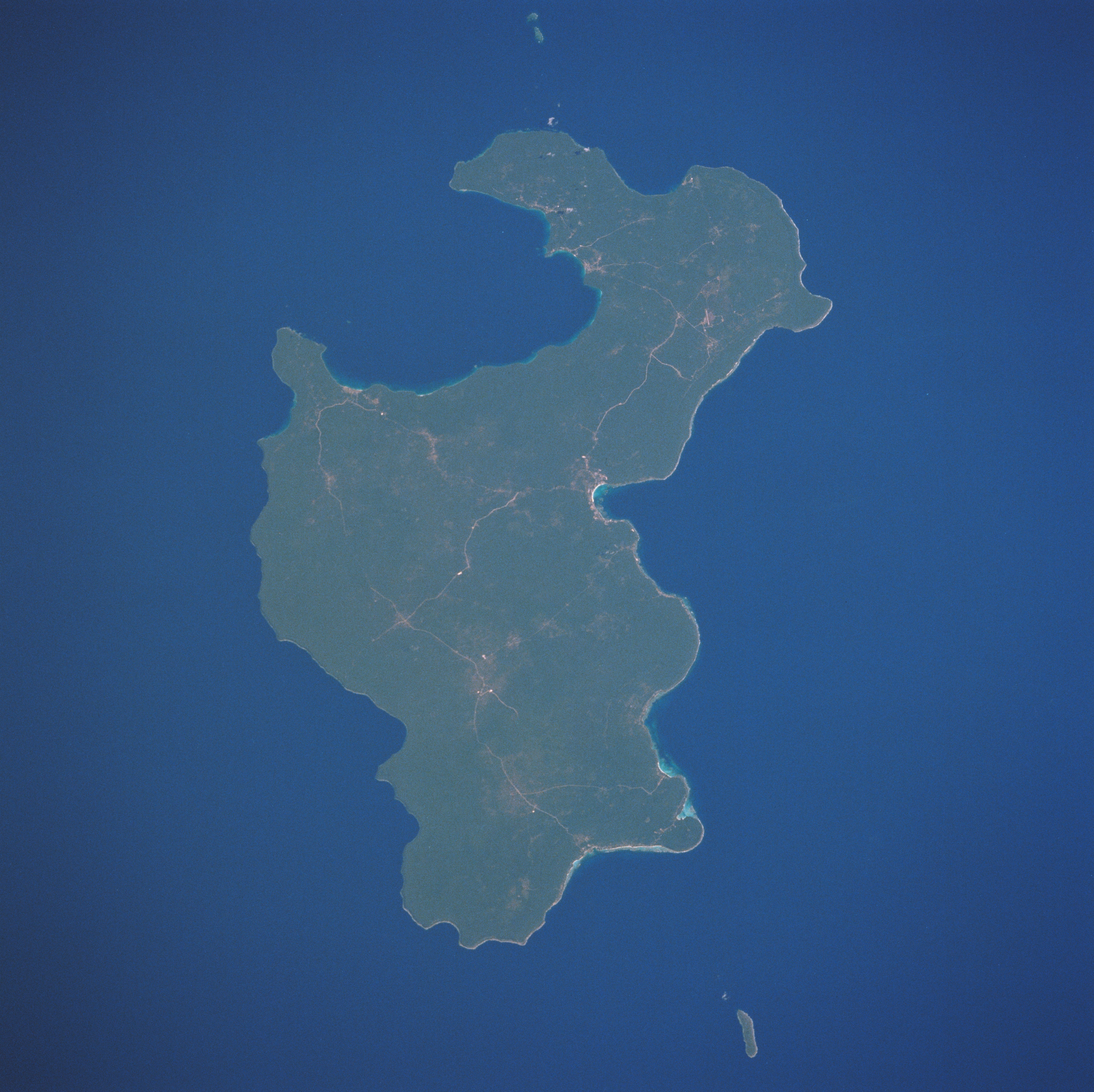
imagen de la isla de Lifou.

Lifou es la más importante de las islas de la Lealtad en Nueva Caledonia (Francia), posee 1.207,1 km² y tiene una población de 8.627 habitantes según estimaciones para 2009.

## Historia
Los primeros europeos en tener contacto con los lifouanos fueron los balleneros, que tenían muy limitada, y ciertamente no fácil, comunicación con ellos. Los comerciantes Sandalwood también llegaron a Nueva Caledonia, hacia 1841.
A mediados de la década de 1800, hubo misioneros anglicanos trabajando en Lifou, si bien los nativos y los inmigrantes polinesios también hacían trabajo religioso antes de esa fecha. En 1843, los misioneros católicos franceses llegaron en Lifou, Poco después, los anglicanos y Los católicos comenzaron en una guerra religiosa que se prolongó hasta la toma de posesión francesa de Lifou en 1864.  Los misioneros incluso establecieron una escuela en la isla de Lifou, y de 1840 a principios de 1900 se enseñó a la mayoría de la población a leer.

## Geografía
El terreno ha sido formado por construcciones calcáreas masivas de origen biológico, que son de hecho coral.
Lifou está desprovista de cursos de agua, pero posee una reserva de agua subterránea.
Lifou se compone de la isla de Lifou, la mayor y más poblada de las Islas Lealtad, y, su vecino más pequeño la isla Tiga, y varios islotes deshabitados entre estos dos. Todas estas islas se encuentran entre las islas de la Lealtad, a 190 km (120 millas) al noreste de la península de Nueva Caledonia. Con 1.146 km² (442 millas cuadradas), la isla Lifou es el atolón más grande del mundo.

## Política y Gobierno
Lifou es un municipio, capital de las Islas Lealtad, posee la quinta parte del territorio de las islas. Incluye la isla de Lifou, en sentido estricto, y la vecina Tiga. Esta zona se divide en tres distritos (Wetr, Gaica y Lössi) que incluyen 37 tribus.
Su alcalde, desde 2014, es Robert Xowie del independentista del FLNKS y la UC.

## Personas notables
- Christian Karembeu